# یوداپی راماچاندرا رائو
 یوداپی راماچاندرا رائو (انگلیسی: Udupi Ramachandra Rao؛ زاده ۱۰ مارس ۱۹۳۲) یک دانشمند در زمینه Space science اهل هندn است.